# ای‌بی‌سی (خودرو)
ای‌بی‌سی (خودرو) (ABC) خودرویی است که در سال‌های ۱۹۲۰–1927 تولید شده‌است.
موتور آن ۱۲۰۳ سی‌سی سیستم جعبه‌دندهٔ آن به صورت دستی است.